# Kościół św. Marcina w Łaszczynie
Kościół pw. św. Marcina w Łaszczynie – parafialny kościół rzymskokatolicki znajdujący się w Łaszczynie. Zbudowany pod koniec XIX wieku.